# 多田哲生
多田 哲生（ただ てつお、1952年（昭和27年）7月3日 - ）は、日本の工学者（工学博士）。徳島文理大学理工学部学部長。徳島大学工学部卒業。同大学大学院工学研究科修了。

## 経歴
- 1957年 - 徳島大学工学部電気工学科卒業。
- 1977年 - 同大学大学院工学研究科修士課程修了。
- 1977年 - 三菱電機LSI開発センター入社。
- 1996年 - 徳島大学で博士（工学）授与。
- 2003年 - 徳島文理大学工学部環境システム工学科教授就任。
- 2009年 - 同大学理工学部電子工学科学科長就任。

## 所属学会
- 電子情報通信学会
- エレクトロニクス実装学会
- プロジェクトマネジメント学会
- 日本信頼性学会